# Splajsozom
Splajsozom je velika i kompleksna molekularna mašina prvenstveno prisutna unutar splajsnih pega ćelijskog jedra eukariotskih ćelija. Splajsozom se formira od snRNK molekula i SR proteina. Splajsozom uklanja introne iz transkribovane pre-iRNK, što je vid primarnog transkripta. Ovaj proces se generalno naziva splajsovanjem.
Jedino eukariote imaju splajsozome i neki organizmi imaju sekondarni splajsozom, manji splajsozom.
Funkcija splajsozoma je analogna filmskom editoru, koji selektivno iseca irelevantni ili nekorektni materijal (ekvivalentan intronima) iz inicijalnog filmskog snimka i šalje prečišćenu verziju do producenta za završni rez.

## Spoljašnje veze
- Butcher, Samuel E. (2011). „Chapter 8. The Spliceosome and Its Metal Ions”.  Ур.: Astrid Sigel; Helmut Sigel; Roland K. O. Sigel. Structural and catalytic roles of metal ions in RNA. Metal Ions in Life Sciences. 9. RSC Publishing. стр. 235—51. doi:10.1039/9781849732512-00235.
- Nilsen T (2003). „The spliceosome: the most complex macromolecular machine in the cell?”. BioEssays. 25 (12): 1147—9. PMID 14635248. doi:10.1002/bies.10394.
- Spliceosomes на 